# Krasnosilske, Borzna
Krasnosilske (în ucraineană Красносільське) este localitatea de reședință a comunei Krasnosilske din raionul Borzna, regiunea Cernihiv, Ucraina.

## Demografie
Componența lingvistică a localității Krasnosilske
     Ucraineană (98,61%)
     Rusă (1,39%)
Conform recensământului din 2001, majoritatea populației localității Krasnosilske era vorbitoare de ucraineană (98,61%), existând în minoritate și vorbitori de rusă (1,39%).